# Yelvertoft
Yelvertoft ist ein kleines Dorf in West Northamptonshire. Laut der Volkszählung 2021, wohnen 801 Menschen in Yelvertoft.